# Моток (село)
Моток (рум. Motoc) — село у повіті Бакеу в Румунії. Входить до складу комуни Пинчешть.
Село розташоване на відстані 227 км на північ від Бухареста, 27 км на південний схід від Бакеу, 96 км на південний захід від Ясс, 126 км на північний захід від Галаца, 139 км на північний схід від Брашова.

## Населення
За даними перепису населення 2002 року у селі проживали 157 осіб, усі — румуни. Усі жителі села рідною мовою назвали румунську.